# جزيرة رودولف
جزيرة رودولف هي جزيرة تقع في أرخبيل فرنسوا جوزيف، روسيا.